# Bank Melli Iran
Bank Melli Iran (en persan : بانك ملى ﺍﻳﺮﺍﻥ) (Banque Nationale d'Iran), est la première banque nationale iranienne et l’ancienne banque centrale, émettrice de la monnaie
jusqu’en 1960. Elle a été fondée en 1927 sur ordre du Majles (Parlement), pour supplanter l'Imperial Bank of Persia, à capitaux britanniques.
Elle assure l'émission monétaire jusqu'en 1960, remplacée ensuite par la Banque centrale d'Iran.
Ses prêts vont essentiellement au logement, à l’industrie et au commerce et services.